# La nuova stella di Broadway
La nuova stella di Broadway è il terzo singolo di Cesare Cremonini estratto dall'album La teoria dei colori.

## Descrizione
Come ha spiegato lo stesso cantautore bolognese, La nuova stella di Broadway è stata ispirata dal celebre film-musical Chicago con Richard Gere, che gli ha trasmesso l'immagine di due tipici personaggi newyorkesi: un business-man sgangherato, sempre in cerca di nuove idee, e una ballerina di jazz, bellissima e ignara, che sogna di diventare una star di Broadway. Nella canzone, costruita da Cesare sullo schema di una tipica ballata acustica, i due si incontrano e trascorrono un'avida notte insieme, ma al mattino seguente lui si sveglia e si accorge che lei è scomparsa, lasciando volutamente l'ascoltatore nel dubbio su come sia finita la loro storia.
Il singolo raggiunge il 9 marzo la posizione nº 10 su iTunes per poi raggiungere la posizione nº 7 la settimana successiva.

## Video musicale
Il videoclip, girato a Bangkok, è stato diretto da Fabrizio Cestari e interpretato dagli attori thailandesi Katha Chamadol e Nichawaline Boegaroonrung (nota anche come Siri Nichawaline, con all’attivo esperienze da modella), oltre che dalla modella thailandese Maythavee Burapasing nel ruolo della ballerina, la quale nel video rappresenta una semplice distrazione visiva ma non l'amore, il quale invece scoppia tra i due protagonisti, incontratisi in un locale proprio al suo spettacolo intitolato New York New York, che vede al pianoforte e alla voce lo stesso Cremonini. È stato pubblicato il 21 marzo 2013 sul canale YouTube del cantautore.
Questo video si è aggiudicato il Premio Medimex come miglior videoclip del 2013.

## Classifiche
| Classifica (2013) | Posizione massima |
| ----------------- | ----------------- |
| Italia            | 7                 |

### Classifiche di fine anno
| Classifica (2013) | Posizione |
| ----------------- | --------- |
| Italia            | 31        |

## Cover
Francesca Michielin ed Rkomi nel 2025 al Festival di Sanremo nella serata dedicata alle cover. 